# هيو جي. هاريسون
هيو جي. هاريسون (بالإنجليزية: Hugh G. Harrison)‏ هو شخصية أعمال ومصرفي وسياسي أمريكي، ولد في 23 أبريل 1822 في الولايات المتحدة، وتوفي في 12 أغسطس 1891 في نفس البلد. حزبياً، نشط في الحزب الجمهوري. وقد انتخب عمدة منيابولس (14 أبريل 1868 – 13 أبريل 1869).